# Batuhan Çakır
Batuhan Çakır (* 1. Januar 2001 in Tekirdağ) ist ein türkischer Leichtathlet, der sich auf den Dreisprung spezialisiert hat.

## Sportliche Laufbahn
Erste internationale Erfahrungen sammelte Batuhan Çakır im Jahr 2017, als er bei den U18-Balkan-Meisterschaften in Istanbul mit einer Weite von 15,05 m die Silbermedaille im Dreisprung gewann. Anschließend siegte er mit 14,94 m beim Europäischen Olympischen Jugendfestival (EYOF) in Győr im Dreisprung und gelangte im Weitsprung mit 6,41 m auf Rang zehn. Im Jahr darauf belegte er bei den U20-Balkan-Hallenmeisterschaften in Sofia mit 14,66 m den fünften Platz und Anfang Juni siegte er mit 14,68 m bei den U18-Balkan-Meisterschaften in Istanbul. Daraufhin siegte er mit 15,62 m bei den U18-Europameisterschaften in Győr und schied kurz darauf bei den U20-Weltmeisterschaften in Tampere mit 14,83 m in der Qualifikationsrunde aus. Im Oktober startete er bei den Olympischen Jugendspielen in Buenos Aires und wurde dort Fünfter. 2019 verpasste er bei den U20-Europameisterschaften in Borås mit 14,91 m den Finaleinzug. 2022 gewann er bei den Balkan-Hallenmeisterschaften in Istanbul mit 16,16 m die Bronzemedaille hinter dem Armenier Lewon Aghasjan und Nikolaos Andrikopoulos aus Griechenland. Im Juni belegte er bei den Balkan-Meisterschaften in Craiova mit 15,91 m den vierten Platz. Im Jahr darauf gewann er bei den U23-Mittelmeer-Hallenmeisterschaften in Valencia mit 15,22 m die Bronzemedaille hinter dem Franzosen Thomas Martinez und Federico Lorenzo Bruno aus Italien. Anschließend gelangte er bei den Halleneuropameisterschaften in Istanbul mit 16,02 m auf Rang neun. Im Juli gewann er bei den U23-Europameisterschaften in Espoo mit 16,16 m die Bronzemedaille hinter dem Franzosen Simon Gore und Gabriel Wallmark aus Schweden. 2025 belegte er bei den Balkan-Hallenmeisterschaften in Belgrad mit 7,42 m den sechsten Platz im Weitsprung.
2022 wurde Çakır türkischer Hallenmeister im Dreisprung sowie 2024 im Weitsprung.

## Persönliche Bestleistungen
- Weitsprung: 7,58 m, 27. Januar 2025 in Istanbul
- Dreisprung: 16,29 m, 16. Juni 2022 in Bursa